# Hedruris minuta
Hedruris minuta är en rundmaskart som beskrevs av Andrews 1974. Hedruris minuta ingår i släktet Hedruris och familjen Habronematidae. Inga underarter finns listade i Catalogue of Life.